# Don't Shoot Me I'm Only the Piano Player
Albums de Elton John
Honky Château
(1972) Goodbye Yellow Brick Road
(1973)
Singles
1. Crocodile Rock / Elderberry Wine
Sortie : 27 octobre 1972
2. Daniel
Sortie : 26 mars 1973

Don't Shoot Me I'm Only the Piano Player est le sixième album studio d'Elton John, sorti en 1973. 
C'est le deuxième album d'Elton John à atteindre la première place des ventes aux États-Unis, et le premier au Royaume-Uni. Il contient notamment les chansons Crocodile Rock (son premier no 1 aux États-Unis) et Daniel.

## Titres
Toutes les chansons sont écrites par Bernie Taupin et composées par Elton John.

### Face 1
1. Daniel – 3:52
2. Teacher I Need You – 4:10
3. Elderberry Wine – 3:34
4. Blues for My Baby and Me – 5:39
5. Midnight Creeper – 3:52

### Face 2
1. Have Mercy on the Criminal – 5:58
2. I'm Gonna Be a Teenage Idol – 3:55
3. Texan Love Song – 3:34
4. Crocodile Rock – 3:58
5. High Flying Bird – 4:12

### Titres bonus
Les rééditions au format CD parues chez Mercury (1995) et Rocket (1996) incluent quatre titres bonus, dont une nouvelle version de Skyline Pigeon, une chanson de l'album Empty Sky, réenregistrée avec un piano à la place du clavecin original, parue en face B du single Daniel.
1. Screw You (Young Man's Blues) – 4:43
2. Jack Rabbit – 1:50
3. Whenever You're Ready (We'll Go Steady Again) – 2:51
4. Skyline Pigeon – 3:53

## Musiciens
- Elton John : chant (1-14), piano (2-4, 6, 7, 9, 10) , piano électrique (1, 5), orgue Farfisa (9), harmonium (8), mellotron (1,2)
- Ken Scott : synthétiseur ARP (1)
- Davey Johnstone : guitare acoustique et électrique, banjo (1), sitar (4), mandoline (8), chœurs (2, 7, 10)
- Dee Murray : basse, chœurs (2, 7, 10)
- Nigel Olsson : batterie, maracas (1), chœurs (2, 7, 10)
- Jacques Bolognesi : trombone (3, 5, 7)
- Ivan Jullien : trompette (3, 5, 7)
- Jean-Louis Chautemps, Alain Hatot : saxophone (3, 5, 7)
- Paul Buckmaster : arrangements orchestraux (4, 6)
- Gus Dudgeon : arrangements des cuivres (3, 5, 7)

## Classements et certifications
| Pays et classement            | Meilleure position |
| ----------------------------- | ------------------ |
| Australie - Kent Music Report | 1                  |
| Canada - RPM Albums Chart     | 1                  |
| Danemark                      | 4                  |
| Pays-Bas - MegaCharts         | 2                  |
| Finlande                      | 2                  |
| Italie                        | 1                  |
| Japon - Oricon                | 4                  |
| Norvège - VG-lista            | 1                  |
| Espagne                       | 1                  |
| Royaume-Uni - UK Albums Chart | 1                  |
| États-Unis - Billboard 200    | 1                  |
| Allemagne de l'Ouest          | 16                 |

| Pays et classement (1973)         | Position |
| --------------------------------- | -------- |
| Australie                         | 4        |
| Pays-Bas                          | 17       |
| Italie                            | 4        |
| Royaume-Uni - UK Albums Chart     | 1        |
| États-Unis - Billboard Pop Albums | 8        |
| Classement (1974)                 | Position |
| États-Unis - Billboard Pop Albums | 67       |
| Classement (1975)                 | Position |
| Danish Album Charts               | 18       |

| Pays              | Certification |
| ----------------- | ------------- |
| États-Unis (RIAA) | 3 × Platine   |